# Stuttgart Reds

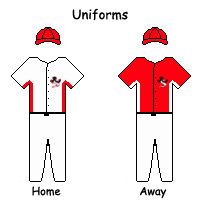

Die Stuttgart Reds sind die Baseball- und Softballabteilung des Turnverein Cannstatt 1846 e. V. Die erste Herrenmannschaft der Reds tritt seit 2012 in der 1. Baseball-Bundesliga Süd an.

## Geschichte
Ihren Anfang nahmen die Stuttgart Reds 1986 als Abteilung Baseball in dem Stuttgarter Großverein SV Feuerbach.
Jan van den Berg wird der erste Abteilungsleiter.
Das 1. Baseballherrenteam wurde 1988 in der Landesliga Baden-Württembergischer Meister und stieg nach einem siegreichen Entscheidungsspiel gegen den Bayerischen Meister Ingolstadt in die 2. Bundesliga auf. Jedoch wird das Baseballteam nach nur einem Jahr in der 2. Bundesliga wieder aufgelöst.
Wegen schlechten Trainingsbedingungen wechselte die Baseballabteilung 1992 zum TuS Stuttgart nach Stuttgart-Degerloch. Man bildete eine gemeinsame Abteilung mit der American-Football-Abteilung, den Stuttgart Scorpions.
Robert Kupka übernimmt als Spartenleiter Baseball und Softball den Vorsitz.
1994 wechselte die Baseballabteilung aufgrund besserer Wettkampfbedingungen zu ihrer endgültigen Heimat, dem TV Cannstatt.

Das 1. Damenteam belegte bei den Deutschen Meisterschaften 1995 den 7. Platz. Die Herren-Softballer wurden deutscher Pokalsieger und deutscher Vizemeister. Die erfolgreichen Herrensoftballer bekamen von der Stadt Stuttgart die Sportplakette in Bronze.
1996 wurde Christoph Manske neuer 1. Vorsitzender der Abteilung Baseball & Softball. Das 1. Baseballherrenteam wurde Baden-Württembergischer Vizemeister und stieg in die 2. Bundesliga auf. Das 1. Damenteam belegte bei den Süddeutschen Meisterschaften den 4. Platz.
1997 spielte die 1. Herrenbaseballmannschaft ihre erste Saison in der 2. Bundesliga.
Aufgrund der hohen Bundesliga-Auflagen und Strafen hinsichtlich „wettkampfuntauglicher Platzverhältnisse“ verabschiedeten sich die Reds nach Ende der Saison 1998 aus dem Bundesligaspielbetrieb. Die 1. Herrenmannschaft musste nach dem Rückzug aus der 2. Bundesliga in der Landesliga Baden-Württemberg neu starten.
2004 wurde nach zweijähriger Bauzeit der komplett neu errichtete Ballpark am Schnarrenberg eröffnet.
2007 schaffte die erste Herrenmannschaft den Aufstieg in die Regionalliga.
2009 wurde die Deutsche Meisterschaft der Jugend (U15) auf dem Ballpark der Reds ausgetragen.
2010 war der Ballpark der Stuttgarter Reds Hauptaustragungsort der Baseball-Europameisterschaft 2010. Für dieses Großereignis wurde das Stadion weiter ausgebaut und temporär erweitert.
2013 waren die Stuttgart Reds Gastgeber der Deutschen Meisterschaft der Schüler (U12).
2014 feierte die erste Herrenmannschaft ihren bisher größten Erfolg mit dem Erreichen des Playoff-Halbfinals.
2016 erhalten die beiden Damenteams und vier weitere Teams der Reds einen eigenen Platz und die U12-Mannschaft gewinnt zum zweiten Mal die Deutsche Meisterschaft.
Am 24. Juni 2017 wurde die Baseball-Akademie im Bundesligaspiel gegen die Regensburg Legionäre feierlich eröffnet.
Am 11. März 2021 erfolgte der erste Spatenstich zum Bau eines neuen Ballparks auf dem Schnarrenberg. Er wird 610 Sitzplätze haben und eine Eröffnung ist zu Beginn der Saison 2022 geplant.

## Erfolge
- Aufstieg in die 1. Baseball-Bundesliga 2011 und der Klassenerhalt 2012 und 2013
- Erreichen des Playoff-Halbfinals der 1. Baseball-Bundesliga 2014
- Aufstieg in die 1. Softball-Bundesliga 2015
- Erreichen der Playoffs Softball-Bundesliga 2016
- Schüler U12-Team Deutscher Meister 2010, 2016, 2017, 2018 & 2021
- Jugend U15-Team Deutscher Meister 2012 & 2018

## Mannschaften 2017
- 1. Herren (1. Bundesliga Süd)
- 2. Herren (2. Bundesliga Süd)
- 3. Herren (Verbandsliga)
- Junioren (U18)
- Jugend (U15)
- Schüler (U12)
- T-Ball (U8/U6)
- 1. Softball (Bundesliga)
- 2. Softball (Landesliga)
- Softball Juniorinnen (U13)

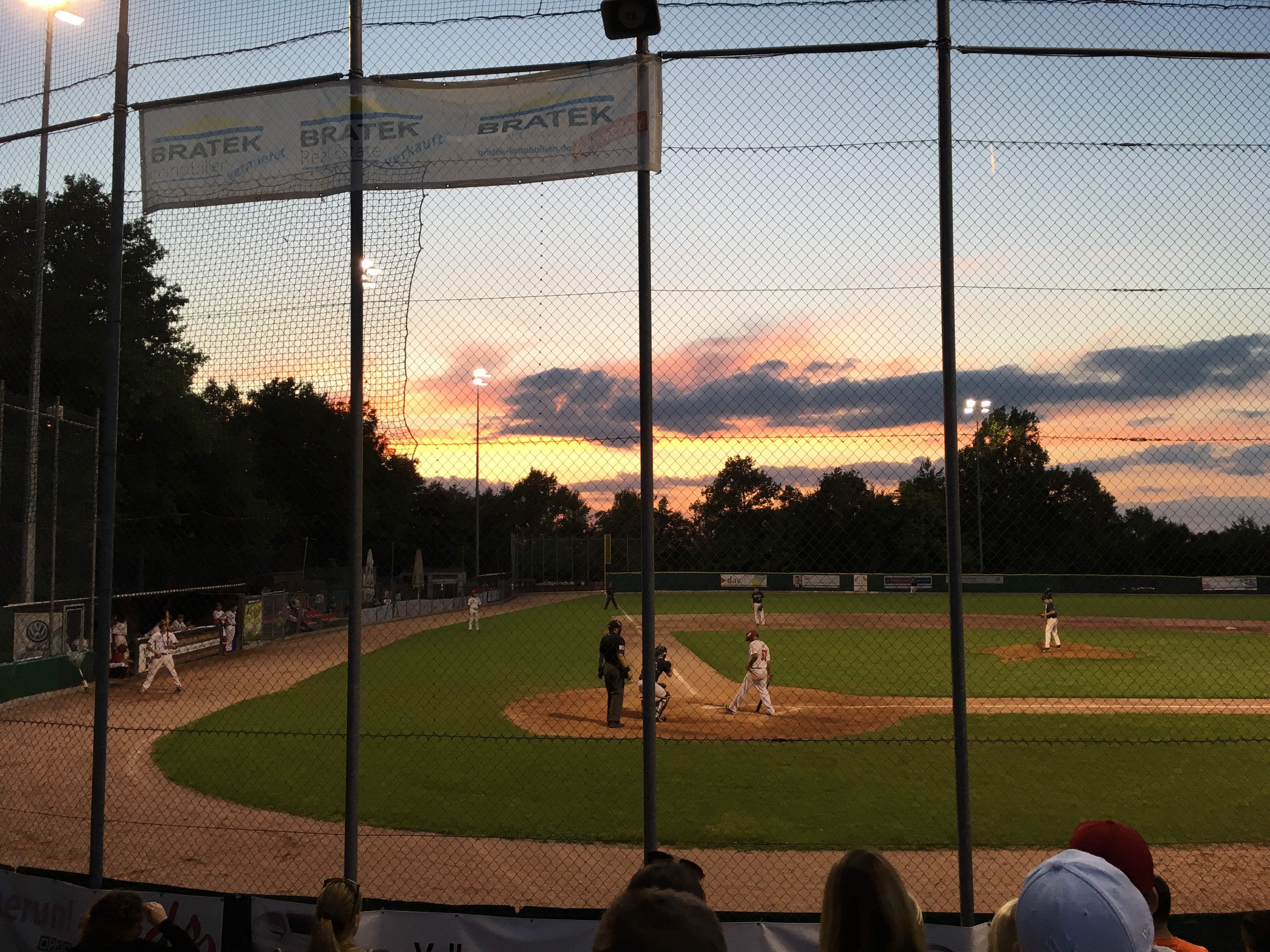
DB-Ballpark, Stuttgart Reds

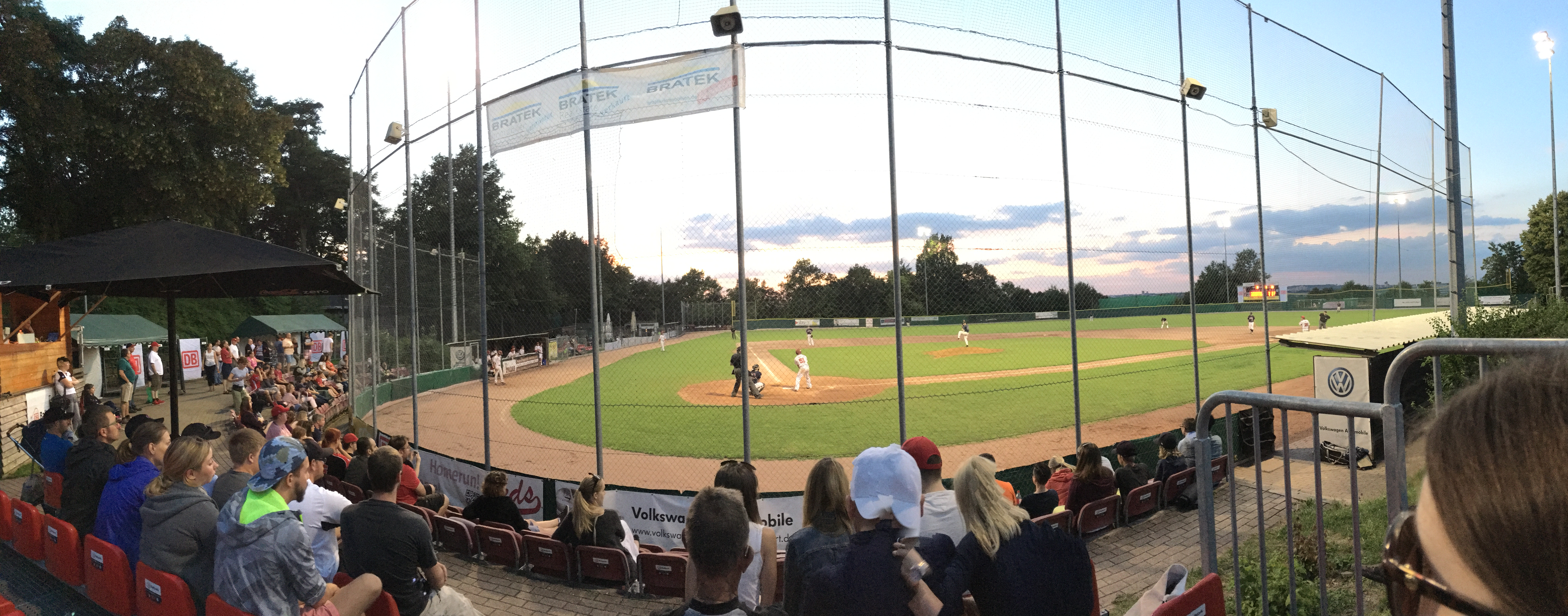
DB-Ballpark, Stuttgart Reds

- Freizeit-Softballteam (Rusty Reds)

## Top Sponsoren 2017
- Deutsche Bahn
- Volkswagen Automobile Stuttgart